# Nadleśnictwo Wyszków
Nadleśnictwo Wyszków – jednostka organizacyjna Lasów Państwowych podległa Regionalnej Dyrekcji Lasów Państwowych w Warszawie. Siedziba nadleśnictwa znajduje się w Leszczydole-Nowinach, w powiecie wyszkowskim, w województwie mazowieckim.
Nadleśnictwo obejmuje część powiatów wyszkowskiego, ostrowskiego i ostrołęckiego.
Powierzchnia Nadleśnictwa wynosi 21 044, 55 ha.
Na terenie nadleśnictwa brak jest rezerwatów przyrody.

## Historia
Planowa gospodarka leśna i ochrona przyrody na terenie tutejszych lasów, stanowiących część Puszczy Białej, prowadzona była już w czasach Rzeczypospolitej Obojga Narodów, gdy dobra te należały do biskupów płockich. Własnością rządową lasy te stały się po rozbiorach Polski, gdy puszcza została odebrana biskupom przez rząd pruski.
Po odzyskaniu przez Polskę niepodległości lasy państwowe na terenie współczesnego Nadleśnictwa Wyszków zarządzane były przez nadleśnictwa Leszczydół, Jegiel i Wiśniewo. Istniały one do końca 1972 (nadleśnictwo Wiśniewo po wojnie zmieniło nazwę na Nadleśnictwo Długosiodło). 1 stycznia 1973 zostały one połączone, a nowa jednostka przyjęła nazwę Nadleśnictwo Wyszków.

## Drzewostany
Typy siedliskowe lasów nadleśnictwa (z ich powierzchniowym udziałem procentowym):
- bory 57,16%
- lasy 37,50%
- olsy 5,34%

Gatunki lasotwórcze lasów nadleśnictwa (z ich udziałem procentowym):
- sosna 89,41%
- olsza 7,15%
- dąb, jesion 1,91%
- brzoza 0,69%
- modrzew 0,54%
- świerk 0,30%

Przeciętna zasobność drzewostanów nadleśnictwa wynosi 292 m³/ha, a średni wiek 61 lat.